# Sinatra (pel·lícula)
Sinatra és una pel·lícula dramàtica estrenada el 1988 dirigida pel català Francesc Betriu, amb guió del mateix Betriu i l'escriptor argentí establert a Barcelona Raúl Núñez, basada en el seu llibre Sinatra, un extraño en la noche. És protagonitzada per Alfredo Landa, que fou candidat al Goya al millor actor per la seva interpretació i la banda sonora va a càrrec de Joaquín Sabina. És una crònica contemporània influïda pel cinema negre propera a la tragicomèdia. Ha estat doblada al català i emesa per TV3 el 4 de juny de 1990.

## Argument
Antonio Castro "Sinatra", un home que treballa en un cabaret de Barcelona com a imitador del cantant Frank Sinatra, és abandonat per la seva dona, una cambrera que treballa al mateix local. Enfonsat, vaga de nit fins que arriba a una pensió del Barri Xino, on troba treball com a porter nocturn. Una nit es fa membre d'un club d'amistat per correu, i comença a rebre cartes i a tenir relacions amb desconeguts que se senten sols i perduts a la ciutat.

## Repartiment
- Alfredo Landa - Sinatra
- Ana Obregón - Isabel
- Maribel Verdú - Natalia
- Mercè Sampietro -Esposa de Sinatra
- Manuel Alexandre - Manolo
- Julita Martínez - Senyora Hortensia
- Luis Ciges - Lagarto
- Queta Claver - Clementina